# Alfa-Etiltriptamina
alfa-Etiltriptamina (αET/AET), também conhecida como etriptamina, é um psicodélico, estimulante e empatógeno da classe das triptaminas.

## História
Originalmente acredita-se que exerciar seus efeitos predominantemente via inibição da monoamina oxidase, alfa-etiltriptamina foi desenvolvida durante a década de 1960 como um antidepressivo pela empresa química Upjohn nos Estados Unidos sob o nome comercial Monase, mas foi retirada de utilização comercial devido a uma incidência de agranulocitose.

## Farmacologia
αET é estrutural e farmacologicamente relacionada a α-metiltriptamina (αMT), mas seus efeitos são levemente diferentes. Em contraste a αMT, αET é menos estimulante e psicodélica, seus efeitos assemelham-se mais aqueles dos entactógenos como a metilenodioximetanfetamina (MDMA/ecstasy).